# 西遊補
《西遊補》（又名新西遊記）為明末董說所著的一部神魔小說，全書共十六回，被認為是世界上第一本意識流小說。

## 簡介
《西遊補》卷首乃接續吳承恩的《西遊記》第六十一回〈豬八戒助力破魔王　孫行者三調芭蕉扇〉後開始寫起，故事是主角孫悟空外出化齋為鯖魚精所迷惑，進入夢境中的“新唐國”，“擬尋秦始皇借驅山鐸，驅火焰山，徘徊之間，進萬鏡樓，乃大顛倒，或見過去，或求未來，忽化美人，忽化閻羅”，後經虛空主人呼喊，始離夢境。
《西遊補》這部作品實際上是對明末腐敗政治的一種譏諷。魯迅對此書的評論為「惟其造事遣辭，則丰贍多姿，恍惚善幻，奇突之處，時足驚人，間以俳諧，亦常俊絕，殊非同時作手所敢望也。」
關於《西游补》的作者有兩種說法，即董说和其父董斯张。《西遊補》作者為董說一直是定論，其說法最早見於清人鈕琇1985年高洪鈞提出董斯張才是該書作者，其證據是《西游补》明崇祯刻本署名“静啸斋主人”，而静啸斋是董斯张的室名别号，因此《西游补》的作者應該为董斯张。

## 登场人物
- 孙悟空
- 豬八戒
- 沙悟淨
- 唐三藏
- 铁扇公主
- 鲭鱼精 / 悟青
- 青春世界大王小月王
- 波羅蜜王

## 章回大綱
第一回
孫悟空師徒四人，自離開火燄山後，來到一處滿是牡丹的山路，遇到一群百姓，唐僧原本要繞道而行，卻被孩子們糾纏，悟空心急之下打死一班老弱婦孺，悟空懺悔不已，原本打算要向唐僧賠罪，反而看到唐僧與兩位師弟正在睡覺，悟空心想逃過一劫，便獨自向西邊化飯。
第二回
孫悟空走著走著，來到了一座大城池前面，看見一面錦旗後嚇了一大跳，不知不覺來到了「新大唐」，悟空心有懷疑，於是上至天庭欲查究竟，沒想到卻吃了閉門羹，還被酸了一頓，悟空心一決，決定走進城池探探虛實。
第三回
孫悟空輕易地飛過重樓疊院，走到一處，剛好聽到天子與眾官的對話，得知天子欲派大將抓唐僧回來做大官，悟空心急，翻出城門欲趕回去，頓時聽到天上有一群人在說話，細問之下，才知是一群稱為「踏空兒」的人在鑿天，而且還發現起因跟自己有關。
第四回
孫悟空轉身一跳，不巧直接撞上一座城池，城門上寫著「青青世界」，城門內空無一人，反而意外進入由寶鏡砌成的琉璃樓閣，閣樓內的每面鏡子，都印照出不同的世界，悟空挑了一面鏡子「天字第一號」看起，裡面的人正好在放榜......
第五回
孫悟空看了「天字第二號」後，隨即進入鏡中的「古人世界」，欲尋查秦始皇的下落，結果遇到了綠珠、西施等人，自己還被誤認成虞美人，而且是項羽之妻，又正好碰上綠珠姑娘宴客、飲酒吟詩，悟空心怕耽誤了路程，裝病急忙離開。
第六回
孫悟空遇到了項羽，悟空變成虞美人後，用計讓項羽親手把真的虞美人殺了，一連耍得項羽團團轉。
第七回
孫悟空從項羽口中得知秦楚的狀況，也得知秦始皇的下落，竟然要從「古人世界」跑去「懵懂世界」找他，途中還要經過「未來世界」。
第八回
孫悟空進入「未來世界」不久，一遇當年西去取經路上打死的六個賊匪。因緣際會下受人之託，當半日閻羅審正邪，第一個要被審罪的人竟是秦檜......
第九回
孫悟空每看一則秦檜的罪狀，便對秦檜用一次刑，荊棘刑、掌嘴、上刀山、碓成細粉、滾油海、挨鐵鞭、鋸成萬片、背鐵泰山，悟空還認岳飛為師父。
第十回
孫悟空讓秦檜變成一攤血水，並且送別岳飛後，悟空離開了鬼門關。來到了一間「新古人飯店」，悟空透過店主人──新古人──的幫忙，回到了萬鏡樓，悟空想離開樓閣卻被困住，幸好最後是悟空的真神救了自己一次。
第十一回
孫悟空走到了一個門前，門上的石板寫著「節卦宮」，此宮複雜無比，悟空不敢大意，便拔一搓毫毛，令毫毛者一探究竟。
第十二回
孫悟空在「關雎水殿」看到了唐僧和小月王，原想帶唐僧離開，但為了弄清小月王的來歷，悟空躲在暗處觀察。
第十三回
孫悟空發怒地亂敲亂打，殿內卻沒人有反應，好像聽不見似的。悟空碰巧撞見一個老翁，兩個人意外地聊開。
第十四回
唐僧不僅當上將軍，還有了妻室，放棄西去取經，寫了兩封離書，把八戒和悟淨給趕走了。
第十五回
孫悟空一見唐僧成為將軍，搖身一變為一將士混入其中，連被趕走的八戒也跑進了軍隊之中，唐僧點將之後，隨即出兵西戎，小月王也帶兵助陣，沒想到小月王、唐僧接連被殺，軍心大亂。
第十六回
孫悟空正要大開殺戒時，虛空尊者突然出現，助悟空脫離鯖魚精佈下的夢境，並得知鯖魚精原來和悟空同年同月同日同時出世，天地初開的半清半濁，造就悟空為正，鯖魚為邪，鯖魚精化為人身後，用計讓唐僧收為新徒弟，幸好悟空一眼看穿，打死了鯖魚精。